# Perilampus mexicanus
Perilampus mexicanus är en stekelart som beskrevs av Cameron 1897. Perilampus mexicanus ingår i släktet Perilampus och familjen gropglanssteklar. Inga underarter finns listade i Catalogue of Life.